# Volvent
Volvent – miejscowość i gmina we Francji, w regionie Owernia-Rodan-Alpy, w departamencie Drôme.
Według danych na rok 1990 gminę zamieszkiwały 23 osoby, a gęstość zaludnienia wynosiła 1 osób/km² (wśród 2880 gmin regionu Rodan-Alpy Volvent plasuje się na 1592. miejscu pod względem liczby ludności, natomiast pod względem powierzchni na miejscu 394.).